# エアーニッポン

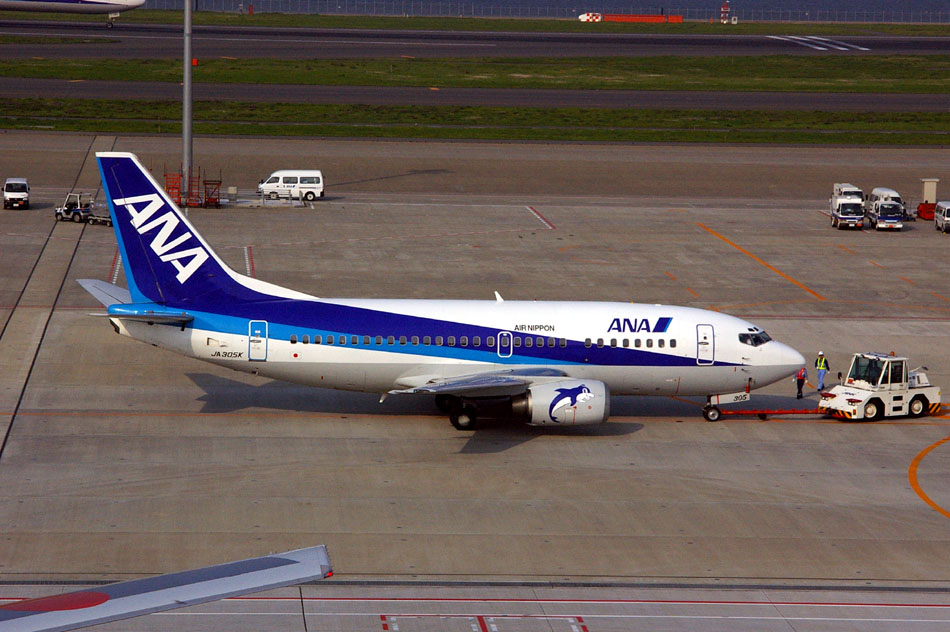
エアーニッポン ボーイング 737-500型機「スーパードルフィン」（羽田空港）

エアーニッポン株式会社（英語:Air Nippon Co., Ltd.）は、かつて存在した日本の航空会社である。全日本空輸（ANA、全日空。法人としては現ANAホールディングス）の連結子会社であった。

## 概説
1972年12月28日の航空審議会の答申をうけて、運輸省は離島・辺地の航空輸送を確保する方策を検討を行い、1974年に、離島等の輸送改善を目的として、国内航空各社などの共同出資で日本近距離航空株式会社（にほんきんきょりこうくう）として設立された。その後、1987年に、全日空資本のエアーニッポンとして再出発した。
創業時はプロペラ機で国内ローカル線の運航を行っていたが、のちに地方空港のジェット化も相まってナローボディジェット旅客機を導入し、ANAグループの主に地方便運航をひろく担当するようになった。2008年4月以降は、「運航の共同引き受け」により、運航便名はすべてANAで統一されていた。
2012年（平成24年）4月1日、全日本空輸株式会社に吸収合併（簡易合併かつ略式合併）され、解散した。

## 沿革
- 1974年（昭和49年）
  - 3月12日 - 日本近距離航空株式会社 (NKA) 設立。資本金6億円、全日空30%、東亜国内20%、日航10%、小型機事業会社16社で20%、地方公共団体15%、損害保険会社5%の出資[3]。日本で5番目の定期航空会社となった。
19人乗りデ・ハビランド・カナダDHC-6による3機体制で丘珠 - 稚内 - 利尻、新潟 - 佐渡線を運航開始[5]。コールサインは「KINKYORI（キンキョリ）」。
  - 8月3日 - 新潟 - 佐渡、札幌 - 稚内 - 利尻、札幌 - 奥尻 - 函館の定期航空運送事業の免許を取得[6]。
  - 8月10日 - 新潟 - 佐渡（1日5往復）、札幌 - 稚内 - 利尻（1日1往復） の運航を開始[6]。
  - 10月9日 - 札幌 - 中標津、札幌 - 紋別の路線免許を取得。15日運航開始[7]。
  - 10月15日 - 札幌 - 奥尻 - 函館の運航を開始[7]。
  - 11月 - 横浜航空と合併。
- 1975年（昭和50年） - 初年度から約3億円の赤字となる[8]。
- 1977年（昭和52年） - 全日空は再建策として、同社が運航している離島路線を1980年度中までに順次移管する意向を固める[9]。
- 1978年（昭和53年）4月 - 全日空から日本航空機製造YS-11型機と羽田 - 大島線、羽田 - 三宅島線の移管を受ける。
- 1979年（昭和54年）
  - 7月10日 - 福岡 - 対馬線の路線を運輸審議会か許可[10]。
  - 8月10日 - 976便（対馬-福岡、YS-11A (JA8727)）が福岡空港に着陸の際、後部胴体下面が滑走路面に接触し、機体は中破。死傷者なし[11]。
- 1983年（昭和58年）
  - 3月 - 日本近距離航空機中標津空港事故。
  - 4月 - ボーイング737-200型機を導入（全日空で運航していた機体）。
- 1987年（昭和62年）4月 - 社名をエアーニッポン株式会社に変更。コールサインは「ANK AIR（アンク エアー）」。
- 1992年（平成4年）
  - 7月 - エアバスA320-200型機を導入（全日空との共通事業機）。
  - 9月 - 初の国際チャーター便稚内 - ユジノサハリンスク線を運航[12]。
- 1994年（平成6年）
  - 7月 - エアー北海道（株）に、DHC-6路線を移管。
  - 12月 - 初の国際定期線である福岡 - 台北線を開設（運航は全日空またはエバー航空）。
- 1995年（平成7年）7月 - 初の自社発注となるボーイング737-500型機を導入。愛称を「スーパードルフィン」とする。
- 2000年（平成12年）7月 - ボーイング737-400型機を導入。愛称を「アイランドドルフィン」とする。
- 2001年（平成13年）
  - 4月 - （株）エアーニッポンネットワークを設立。
  - 7月 - ボンバルディアDHC-8-300型機を導入（のちにエアーニッポンネットワークに移管）。
- 2003年（平成15年）
  - 3月 - エアー北海道が運航していた稚内 - 利尻（日本近距離航空創業時のDHC-6路線）・礼文線廃止。
  - 8月 - 新千歳 - 女満別線を最後にYS-11の運航を終了。
- 2004年（平成16年）4月 - ANAグループの国内線の便名をANA便名に統一。
- 2005年（平成17年）12月 - ボーイング737-700型機を導入。
- 2006年（平成18年）
  - 1月 - 中部 - 台北線を開設。初の自社運航による定期国際線に進出。
  - 3月 - エアー北海道が定期路線事業から撤退し、債務超過により同年7月に会社清算。
- 2007年（平成19年）3月 - ボーイング737-700ER型機 "ANA Business Jet" を導入。
- 2008年（平成20年）
  - 4月 - ANAグループの台湾路線の便名を、エアーニッポン便名からANA便名に変更。
  - 6月 - ボーイング737-800型機を導入。羽田 - 米子・鳥取線で就航。
- 2012年（平成24年）4月1日 - 全日本空輸株式会社に吸収合併（簡易合併かつ略式合併）され、解散[4]。

## ANA（全日空）グループ航空会社の再編
- 主に地方路線（ボーイング737・ターボプロップ機運航路線）を担当するエアーニッポンやANAウイングスといった運航会社社員とANA本体社員の給料水準には大きな格差があり（特に運航乗務員）、さらに会社を転籍することができないこと等で同社系の労働組合（エアーニッポン乗員組合などで構成されるANAグループ乗員組合）が頻繁にストライキを通告もしくは実際に決行することになった。そこでANA本体がグループ間の転籍やANAとグループ会社間の人員交流等を盛り込むようになった。
- 2011年度までに「グループ航空会社を7社から3社体制にする」方針が決まり、他のグループ会社では2010年度にボーイング767-300ERを運航しているエアージャパンとANA&JPエクスプレスを統合、2010年10月にはターボプロップ機とボーイング737-500を運航しているエアーニッポンネットワーク・エアーネクスト・エアーセントラルの3社を地方空港を中心に運航する航空会社としてANAウイングス1社に統合され[13][14]、2012年4月1日にエアーニッポンはANA本体に吸収合併された。

## 台湾路線の自社便名による運航
ANAが中華人民共和国に乗り入れているため、政治的配慮からANAグループの中華民国（台湾）路線はエアーニッポン（EL）の便名で運航していた。どの路線であっても、エバー航空とのコードシェア便となっていた。日本と台湾の両政府間の航空協議によって、2008年4月1日より日本航空 （日本アジア航空による運航）とANAは、子会社の便名を使わずに自社の便名で台湾への直行便を運航することになり、エアーニッポンの自社便名による運航はなくなった。
当時ANAグループが運航していた台湾線2路線のうち、一方の中部 - 台北線はエアーニッポンが自社の社員・機材（ボーイング737-700型機）で運航していた。もう一方の成田 - 台北線はANA社員がエアーニッポンに在籍出向し、ボーイング767-300ER型機を使用してエアーニッポン (EL) 便名で運航していた。2008年4月1日以降は、中部 - 台北線はエアーニッポンの社員と機材（ボーイング737-700型機）を使用してANA (NH) 便名で運航（のちに路線廃止）、ANAのボーイング767-300ER型機で運航している成田 - 台北線はANAの自社運航となった。

## ANA運航受託便運航路線

### 国際線
会社解散以前は、以下の路線を運航していた。
- 成田国際空港 - ムンバイ国際空港・広州白雲国際空港・瀋陽桃仙国際空港・厦門高崎国際空港・成都双流国際空港
- 関西国際空港 - 青島流亭国際空港・杭州蕭山国際空港・北京首都国際空港・大連周水子国際空港
- 中部国際空港 - 香港国際空港

ムンバイ線はボーイング737-700ER (ANA Business Jet) で運航。それ以外の路線は国内線・国際線共用機のボーイング737-700で運航。
2009年4月以降は、ボーイング767-300ERの初期導入機の退役の関係でエアーニッポンが運航するANA便がさらに増加する。

### 国内線
2012年3月時点で、ANAの幹線、ローカル線をエアバスA320とボーイング737により幅広く運航していた。

### サービス
エアーニッポンにより運航されるANA便の国内線は、原則としてANAのサービスを基準とする（機内誌『翼の王国』・オーディオ、ビデオサービス・プレミアムクラス等）。国際線も機内食とサービス等はANAと同じ基準で、ボーイング737-700は国内線プレミアムクラス座席をビジネスクラスとしている。

## 使用していた機材

### 全日空へ移管した機材
2012年（平成24年）4月1日の合併に伴い全機が全日空に移管されている。
| 機種                | 導入時期   | 機数 | 座席数             | 備考 |
| ------------------- | ---------- | ---- | ------------------ | ---- |
| ボーイング737-500   | 1995年7月  | 5    | 126 / 133          | (*1) |
| ボーイング737-700   | 2005年12月 | 15   | 120 (8) (*2)       | (*3) |
| ボーイング737-700ER | 2007年3月  | 2    | 48 / 36            | (*4) |
| ボーイング737-800   | 2008年6月  | 16   | 176 / 167 (8) (*5) | (*6) |
| エアバスA320-200    | 1992年7月  | 3    | 166                | (*7) |

機数は2011年6月1日時点
(*1) エンジンカウルにイルカが描かれており「スーパードルフィン」の愛称がある。ANAウィングスと兼用運航。
(*2) 8席は国内線運航時にはプレミアムクラス、国際線運航時にはビジネスクラスとなる。導入当初の仕様は全席普通席の136席で、国際線運用時には前9列までの中間席をテーブルとし、最少118席にすることができた。
(*3) 国内線・国際線兼用機材。1, 2号機（機体記号JA01AN, JA02AN）は、ANAのカラースキームの白色以外を金色に置き換えて塗装した特別塗装機「ゴールドジェット」。内際兼用機材であることからギャレーやトイレが多く、ANAグループのナローボディ機ではエアバスA321（1998年に導入した機材は2008年に運航終了後、2015年にウィングレット付A321ceo型機新造機4機を再度発注）に次いで液晶モニターが装備された。3号機からは通常塗装。
(*4)  国際線専用機材"ANA Business Jet"。36席仕様機は、日本で初めての全席ビジネスクラス仕様。
(*5) 8席はプレミアムクラス。
(*6) 初号機（JA51AN）には、スターアライアンス塗装を施している。8席はプレミアムクラス。ボーイング737-700と異なり国内線用機材。
(*7) 全機体がANAとの共通事業機。うち4機がANK塗装（かつてのANK便名のローカル路線を中心に充当）だった。
全ての機材は、2005年末から順次ボーイング737NGシリーズへと更新・統一される見込みである。一部のボーイング737は子会社のエアーネクスト（現ANAウイングス）やANAと業務提携関係にあるAIRDO・スカイネットアジア航空（現ソラシドエア）に移管されている。
ボーイング737-500の新造機はANAを通さずに直接ボーイングに発注・受領しているため、独自のカスタマーコード「4K」が付与されている（正確な型式は737-54K）が、ボーイング737-700はANAが発注・受領したためカスタマーコードは「81」である（正確な型式は737-781）。なお、ボーイング737-500は導入の途中で生産終了したため、一部（機体記号JA351K以降）は中古機のリースで導入している。中古機は新造機と違ってオーディオサービスがなく、新造機より座席が7席多い。

### 退役した機材
| 機種                         | 導入時期  | 退役時期   | 備考                                                      |
| ---------------------------- | --------- | ---------- | --------------------------------------------------------- |
| デ・ハビランド・カナダ DHC-6 | 1974年8月 | 1994年7月  | エアー北海道へ移管                                        |
| ボーイング737-200            | 1983年4月 | 2000年10月 | 全日空から移管                                            |
| ボンバルディアDHC-8-300      |           |            | エアーニッポンネットワークへ移管                          |
| 日本航空機製造YS-11          | 1978年4月 | 2003年8月  | 全日空から移管                                            |
| ボーイング737-400            | 2000年7月 | 2005年11月 | 北海道国際航空へ移管 詳細は「アイランドドルフィン」を参照 |

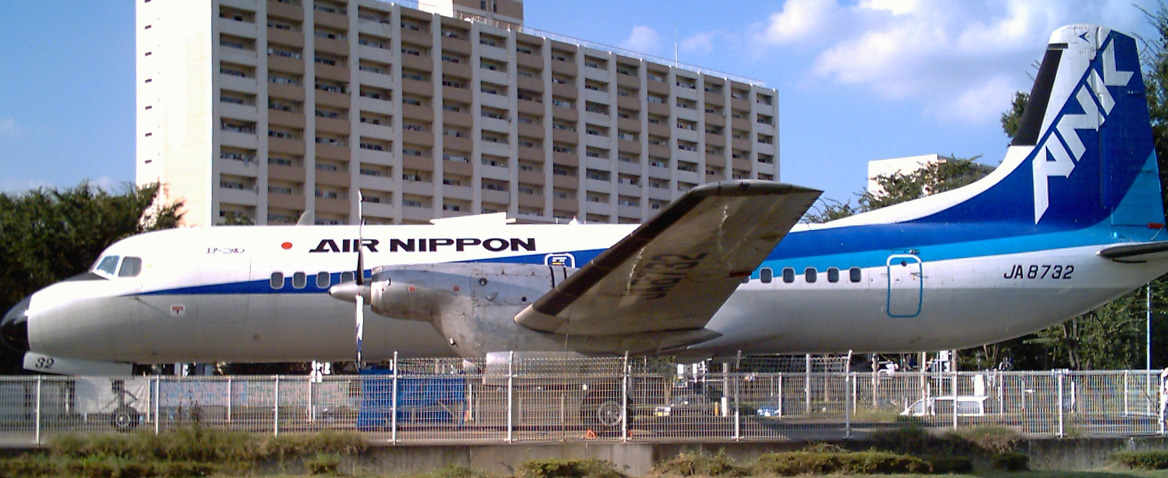
エアーニッポンYS-11 JA8732
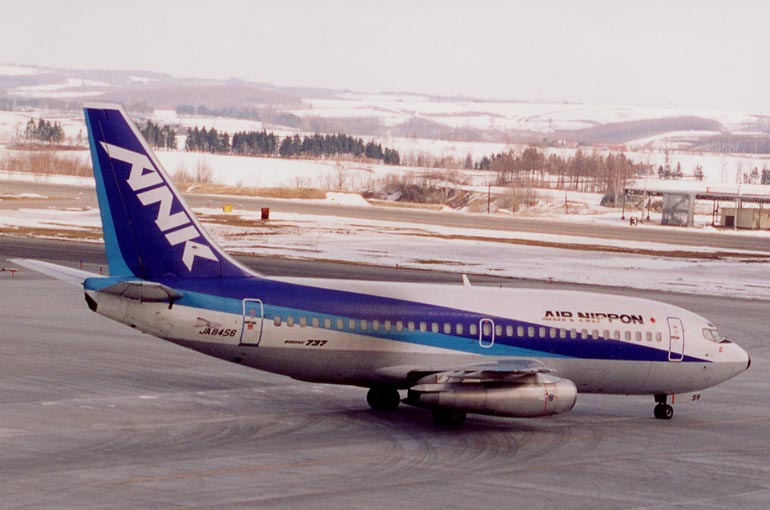
ボーイング737-281 JA8456
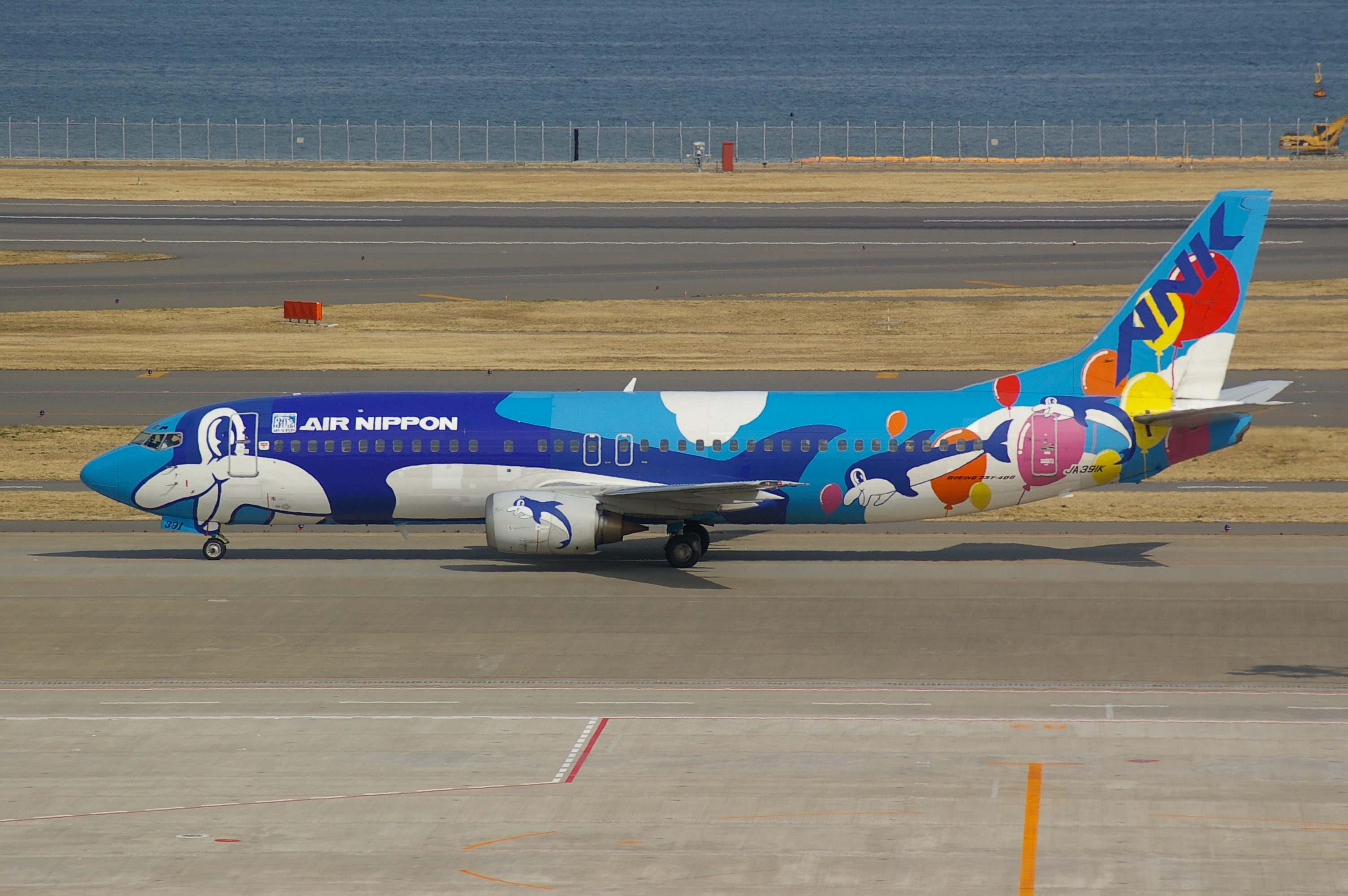
ボーイング737-400「アイランドドルフィン」 JA391K

### 塗装
会社解散時の塗装は、2003年に更新されたANAの基本塗装（機体前方の「全日空」表記をANAロゴに差し替えたもの）の前方ANAロゴの後に「AIR NIPPON」のゴシック体文字が追加されたものとなっている。ただし、ボーイング737-700以降についてはANAの基本塗装のみである。なお、ボーイング737-700、ボーイング737-700ER、ボーイング737-800型機にはスターアライアンスのロゴが配されているが、ボーイング737-500型機にはない。ボーイング737-500型機のエンジンカウルにはANK独自のキャラクターであった「スーパードルフィン」のイラストが描かれている。
先代の旧塗装は、ANAのトリトンブルー塗装をベースに、垂直尾翼の "ANA" のロゴを "ANK" （日本近距離航空時代は "NKA" ）のロゴに変更（ "ANK" ロゴは "ANA" ロゴと書体が異なる）し、側面の「全日空」のロゴを角ゴシック体で「AIR NIPPON」ロゴタイプ（NKA時代は「日本近距離航空」ロゴ表記）に変更したものだった。
ANAがモヒカン塗装を採用していた時代には、モヒカン塗装をベースに側面のロゴを【NKA 日本近距離航空】とし、垂直尾翼のANA社章（ダ・ヴィンチ・ヘリコプターマーク）部分をトビウオのシルエットに差し替えた塗装であった。なお、日本近距離航空のロゴタイプは東亜国内航空のロゴタイプと似通っていた。

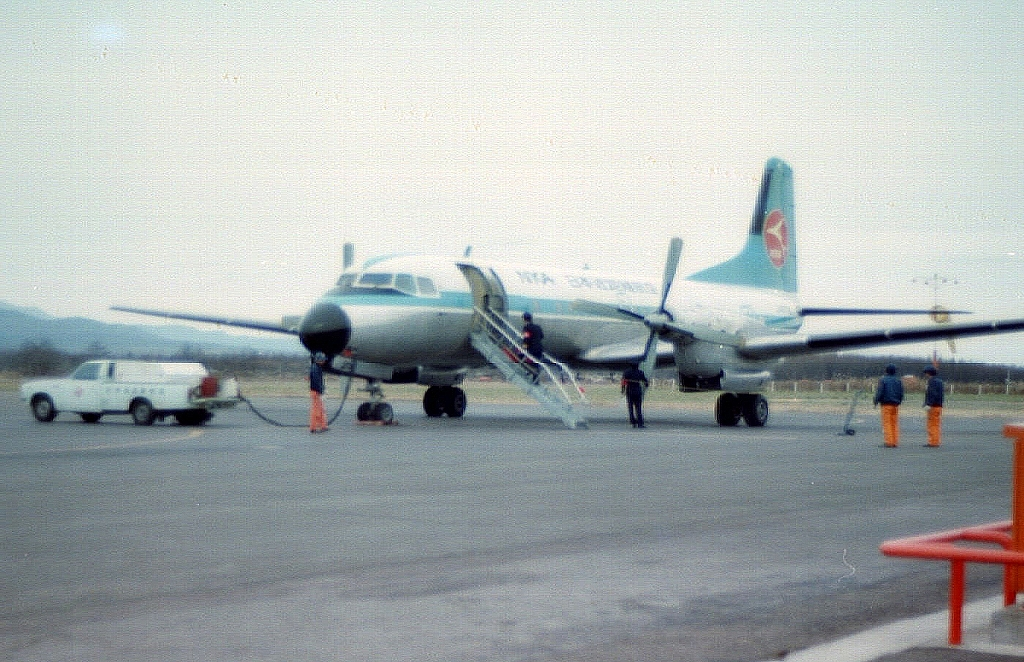
日本近距離航空YS-11（旧中標津空港、1986年）
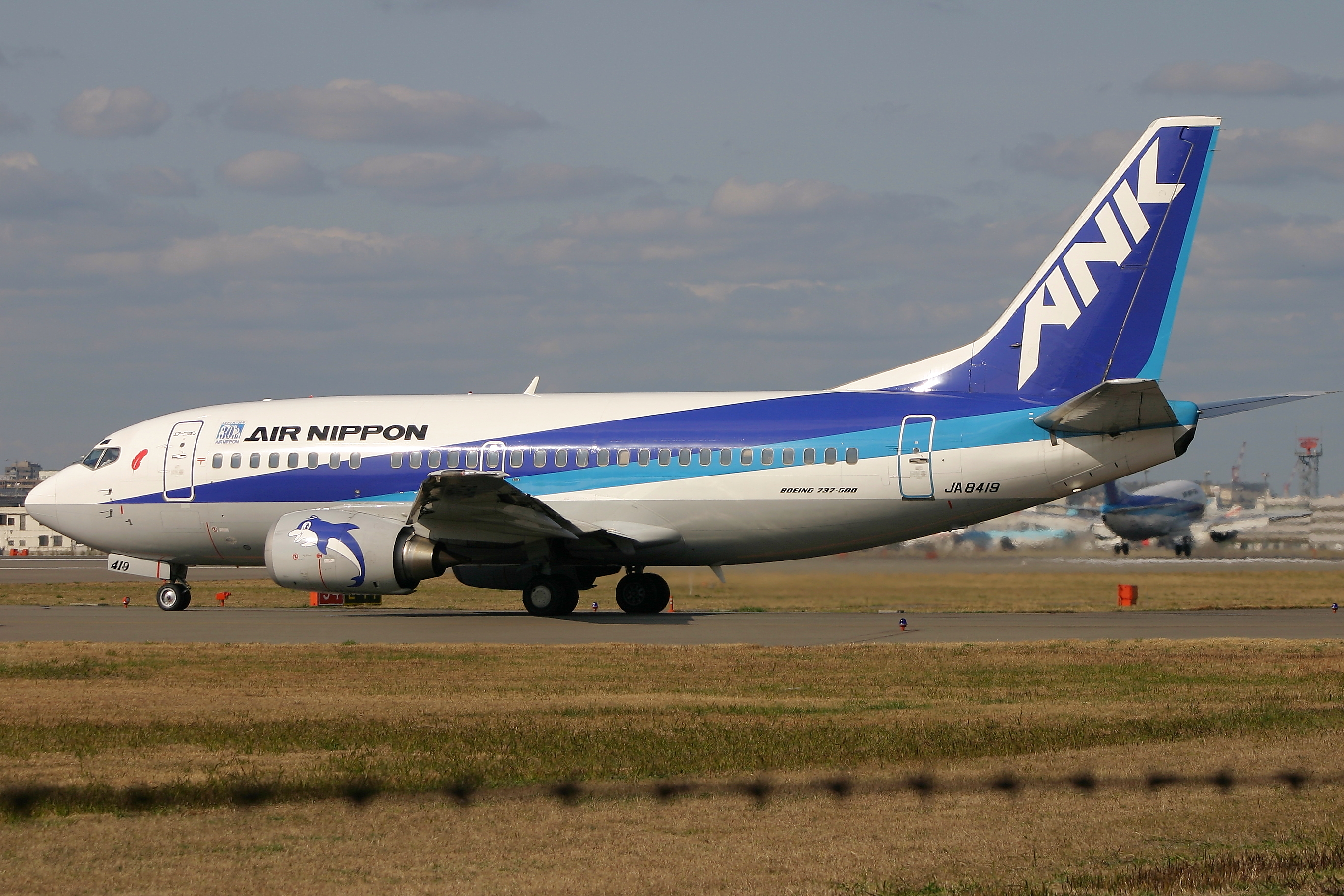
ボーイング737-500型機（旧塗装）
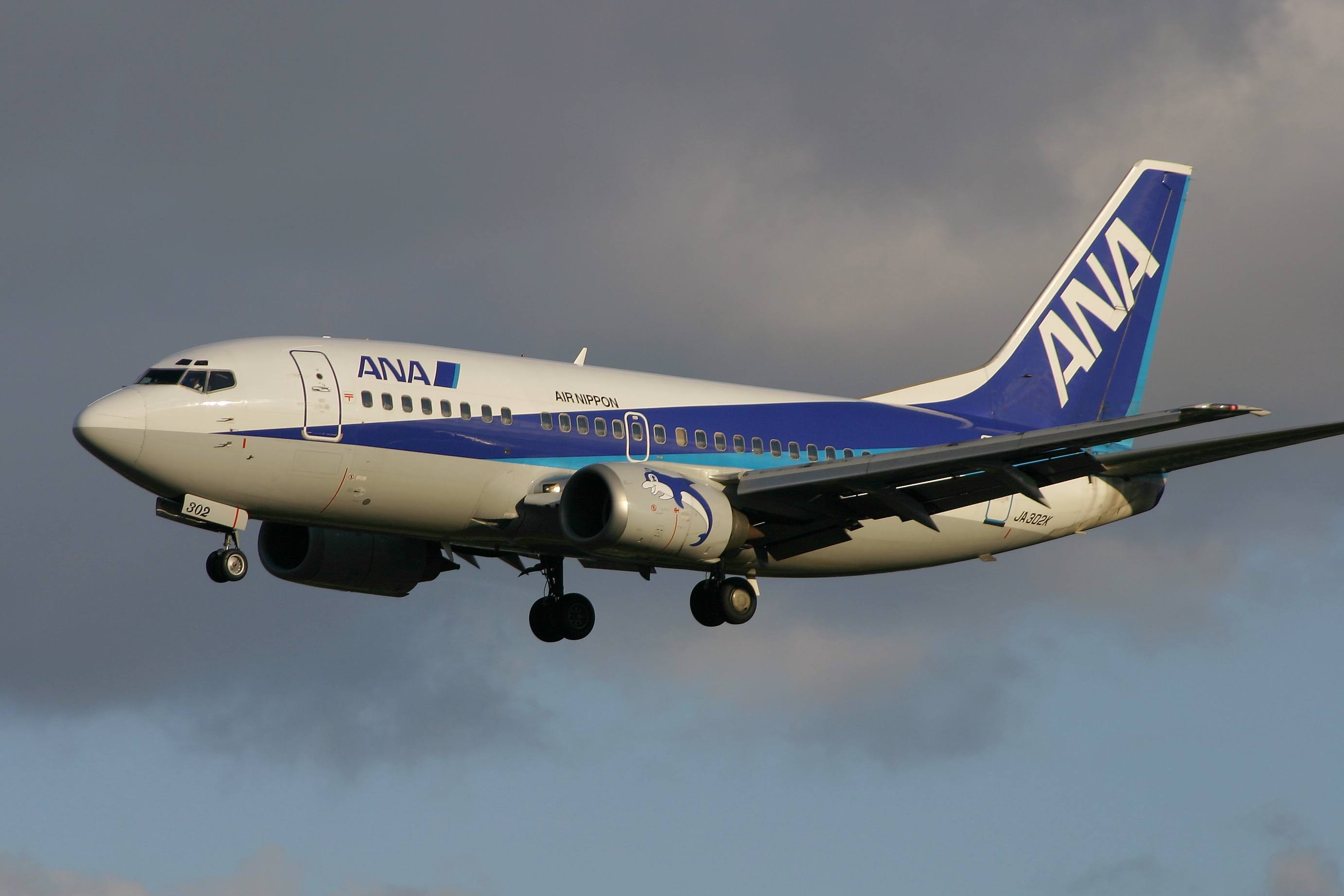
ボーイング737-500型機
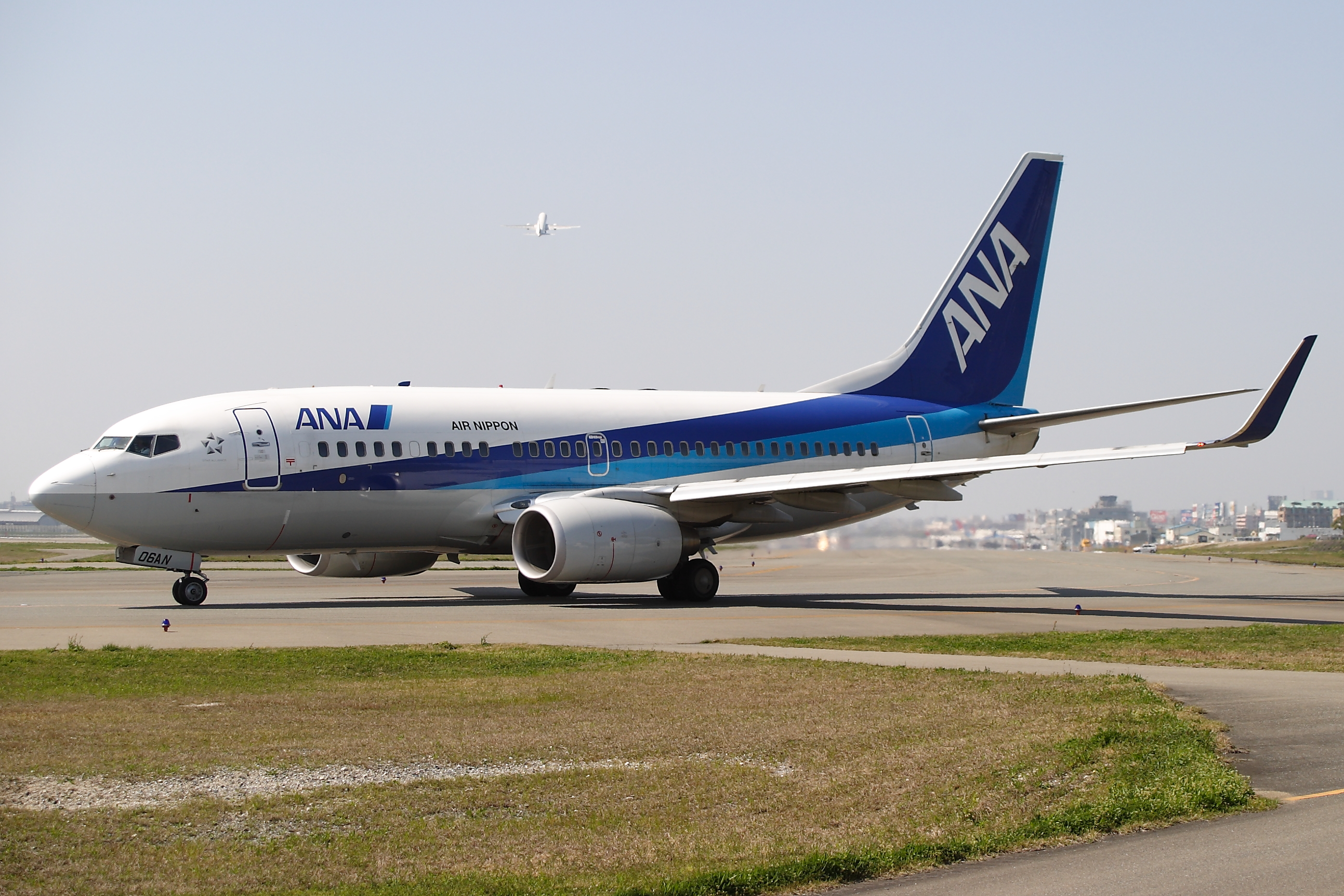
ボーイング737-700型機
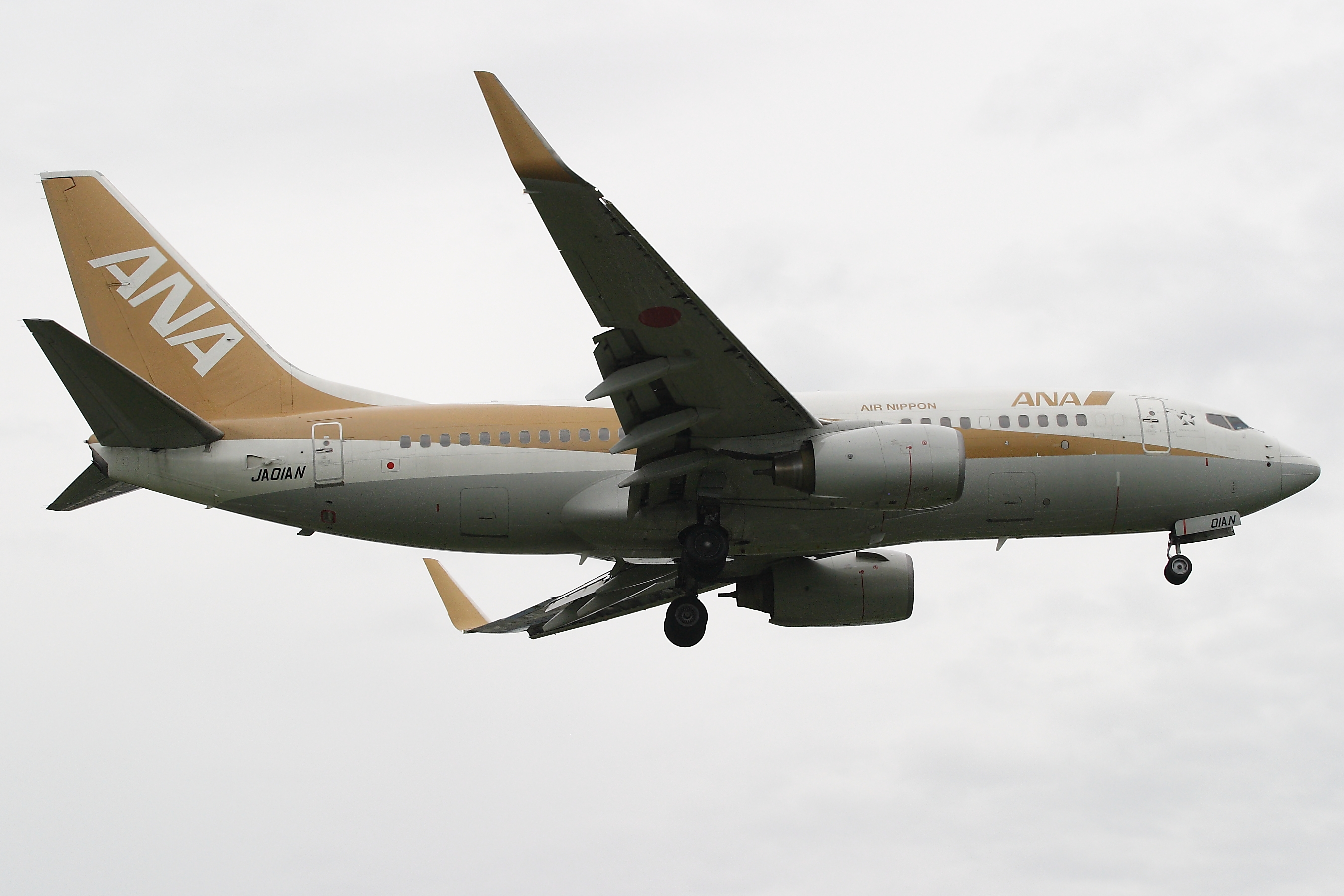
ボーイング737-700型機（ゴールドジェット）
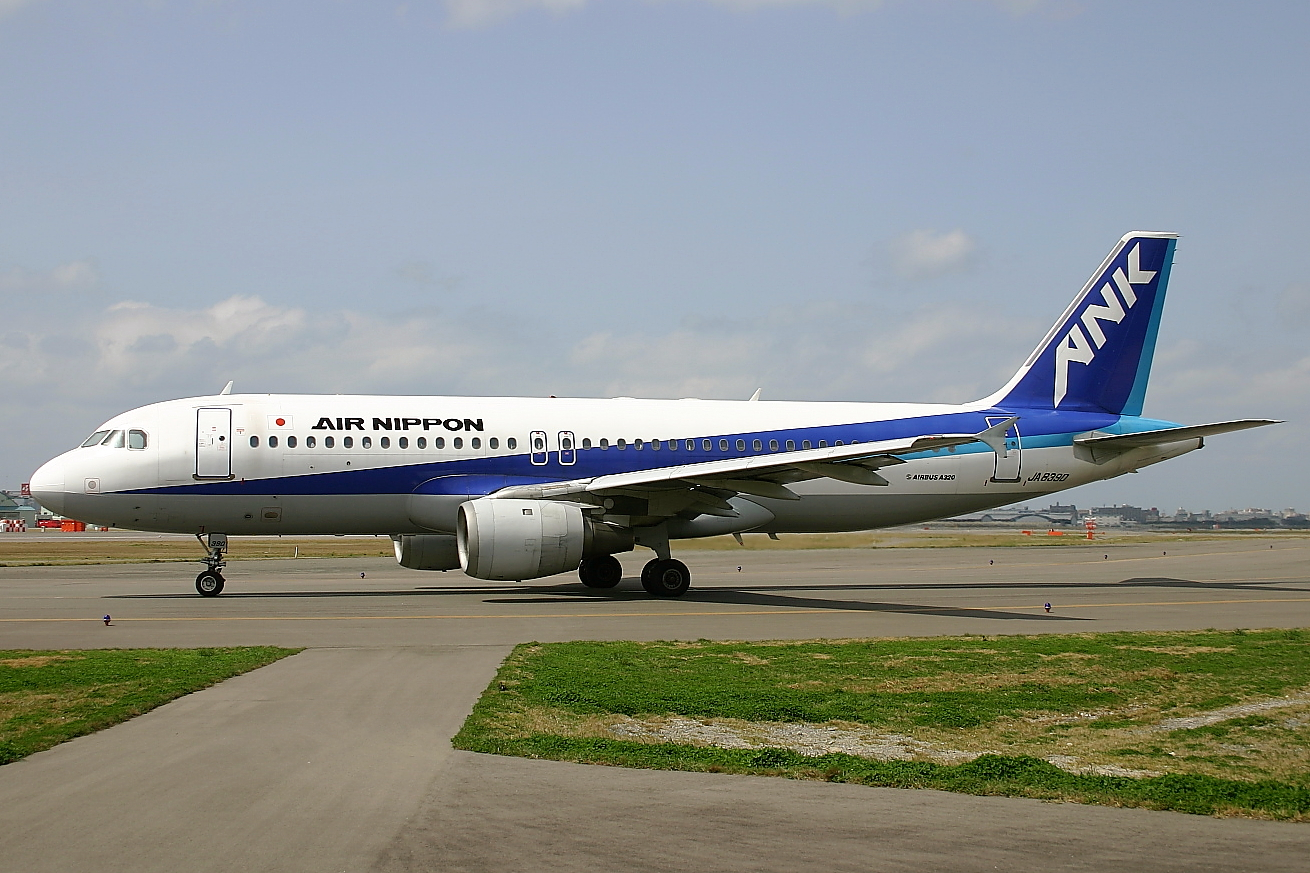
エアバスA320-200型機（旧塗装）